# Лавров, Иван Александрович
Ива́н Алекса́ндрович Лавро́в (1871, Москва, Российская империя — 1942, Циндао, Шаньдун, Китайская республика) — губернский комиссар Иркутской губернии (1917), второй председатель Совета министров и глава МВД Сибирской республики (1918), «советник финансов» правительства Богдо-гэгэна VIII (1921), заместитель наркома финансов Бурятской АССР, мемуарист.

## Биография
Родился 5 сентября 1871 года[по какому календарю?] в Москве. Окончил юридический факультет Московского университета.
В 1894—1917 годах состоял на службе в Министерстве финансов, стал управляющим Иркутской казённой палатой. После Февральской революции 1917 года был назначен комиссаром Временного правительства в Иркутской губернии. После Октябрьской революции, с приходом к власти большевиков, перешёл в оппозицию, отказавшись работать с новым правительством.
В 1918 году Лавров входил в «эсеровское» Временное Сибирское правительство, возглавляемое Петром Дербером. 21 июля, после сложения Дербером своих полномочий, Иван Лавров занял пост председателя правительства автономной Сибири. 22 октября того же года Временное Сибирское правительство самораспустилось, признав власть Временного Всероссийского правительства («Уфимской директории»). Генерал Гайда планировал участие Лаврова в своем правительстве Восточной Сибири после победы над адмиралом Колчаком.
В 1921 года Лавров работал председателем Ургинской конторы Центросоюза в Монголии. В этот период он был арестован бароном Унгерном и приговорён к расстрелу, но затем приговор был отменён.
16 сентября 1921 года Лавров был арестован Особым отделом 5-й Армии РККА «как лицо, занимавшее в 1918 ответственный пост в Дальневосточном правительстве», и отправлен в представительство ГПУ по Сибири. В июле 1922 года он был выслан в Москву «в качестве свидетеля по процессу ЦК ПРС» (Партии социалистов-революционеров).
После пребывания в заключении во внутренней тюрьме ГПУ в июле — августе 1922 года, Лавров был освобождён из заключения 13 сентября с подпиской о невыезде из Москвы, «явке по первому требованию к суду и следствию Верховного революционного трибунала» и обязательством начать службу в центральном аппарате Народного комиссариата финансов (Наркомфине).
В январе 1923 года дело в отношении И. Лаврова было прекращено «за давностью… преступлений и ввиду возможности применить к нему амнистию как к… социально безопасному». В 1923—1924 годах Иван Александрович находился на службе в Наркомфине: был техническим советником по составлению и редактированию инструкций.
В 1924—1928 годах Лавров работал в наркомфине Бурят-Монгольской АССР (Бурнаркомфин), где дослужился до должности заместителя наркома (глава ведомства — Кузьма Ильин). Существует версия, что Лавров был «министром финансов Бурят-Монгольской АССР». Жил в Верхнеудинске. Ушёл в отставку с получением государственной пенсии.
В 1929 году Иван Лавров переезжает в Пятигорск и Новочеркасск, но уже в мае возвращается сначала в Москву, а затем — в Верхнеудинск. В январе 1930 года Лавров был вновь арестован, на этот раз как бывший сотрудник Наркомфина, и в тюрьме у него развилось острое заболевание глаз.
Осенью того же года И. А. Лавров стал участником процесса над сотрудниками Бурнаркомфина и «нэпманами». Дело в его отношении было прекращено «за отсутствием состава преступления». После этого Лавров получил разрешение советского правительства на выезд в США (позже отозванное и выданное повторно уже в 1931 году).
В 1931—1938 годах Иван Александрович Лавров жил и работал кассиром в Харбине. В этот период он написал и издал свои воспоминания. В 1938 году он переехал из-за болезни в Циндао (Восточный Китай), где и скончался в 1942 году.

## Интересные факты
- Подпись «советника финансов Лаврова на французском языке» стоит на выпуске 6-процентных обязательств (1921), напечатанных Министерством Финансов Монгольской Республики во времена барона Унгерна. Эти обязательства имели номинал в 10, 25, 50 и 100 «долларов»: причём 10 долларов были приравнены к одному барану, 25 — к быку, 50 — к лошади, а 100 — к верблюду[5][6].

## Сочинения
- Лавров И. А. В стране экспериментов: [Воспоминания] / с предисловием Г. К. Гинса. — Харбин: Б.и., 1934. — 383 с.
- Лавров И. А. На рубеже. — Харбин: Изд-во М. В. Зайцева, 1938. — 178 с.

## Семья
Был женат, имел детей.